# Високоефективна течна хроматография
Високоефективната течна хроматография, ВЕТХ (HPLC), e хроматографска техника, използвана за разделяне на съединения от смеси в аналитичната химия и биохимията с цел идентифициране, количествено определяне или пречистване на индивидуални компоненти в обща смес. ВЕТХ се счита за инструментална техника на аналитичната химия (за разлика от гравиметричните техники). ВЕТХ има много приложения, например в медицината (откриване на нива на витамин D в кръвния серум), в съдопроизводството(напр. откриване на наркотици в урината), в научните изследвания (напр. разделяне на компоненти на една сложна биологична проба, или на подобни синтетични химикали един от друг), в производството (например по време на процеса на производство на фармацевтични и биологични продукти).
Хроматографията може да бъде описан като масообменен процес, включващ адсорбция. ВЕТХ разчита на помпи, чрез които подвижната фаза (течност) и инжектираната проба биват пропускани през колона, пълна със сорбент (неподвижна фаза), което води до разделяне на отделните компоненти. Неподвижната фаза обикновено е зърнест материал, изработени от твърди частици (например силициев диоксид, полимери и др.), с размер 2-50 микрометра. Компонентите на пробната смес се разделят един от друг поради различните им степени на взаимодействие с частиците на неподвижната фаза. Подвижната фаза обикновено е смес от разтворители (напр. вода, ацетонитрил и / или метанол). Нейният състав и температура играят важна роля в процеса на разделяне, влияейки върху взаимодействията, които протичат между компонентите на пробата и неподвижната фаза. Тези взаимодействия са с различно физично естество, като напр. хидрофобни (дисперсивни), дипол-дипол и йонни взаимодействия, а най-често са комбинация от тях.

## Основни издания върху ВЕТХ
- L. R. Snyder, J.J. Kirkland, and J. W. Dolan, Introduction to Modern Liquid Chromatography, John Wiley & Sons, New York, 2009.
- M.W. Dong, Modern HPLC for practicing scientists. Wiley, 2006.
- L. R. Snyder, J.J. Kirkland, and J. L. Glajch, Practical HPLC Method Development, John Wiley & Sons, New York, 1997.
- S. Ahuja and H. T. Rasmussen (ed), HPLC Method Development for Pharmaceuticals, Academic Press, 2007.
- S. Ahuja and M.W. Dong (ed), Handbook of Pharmaceutical Analysis by HPLC, Elsevier/Academic Press, 2005.
- Y. V. Kazakevich and R. LoBrutto (ed.), HPLC for Pharmaceutical Scientists, Wiley, 2007.
- U. D. Neue, HPLC Columns: Theory, Technology, and Practice, Wiley-VCH, New York, 1997.
- M. C. McMaster, HPLC, a practical user's guide, Wiley, 2007.